# 広州地下鉄3号線
広州地下鉄3号線（こうしゅうちかてつ3ごうせん、中文表記: 广州地铁3号线、英文表記: Guangzhou Metro Line 3）、中華人民共和国広東省広州市を走る広州地下鉄の路線。広州地鉄集団有限公司が運営する。ラインカラーは■橙色。路線距離 74.89キロ、南北方向で34駅、3車両基地がある。開業当初3両編成のB型列車を使用していたが、2010年4月28日より全て6両編成に移行。

## 概要
広州地下鉄3号線は本線と支線の2路線があり、本線は機場北駅から海傍駅まで、支線は天河バスターミナル駅から体育西路駅までを結ぶ。
本線は白雲区と花都区の境界にある広州白雲国際空港第2ビルの地下が起点であり、機場高速と106号国道を南下し続けて、2号線との乗換駅である嘉禾望崗駅へ向かう。この駅で南東に方向を変え、白雲山の東側を掠めて中国国鉄のターミナル駅である広州東駅を南北に貫通する。広州東駅からは南へ進路をとり、天河城を始めとする繁華街に位置する体育西路駅と広州の新都心に位置する珠江新城駅を通る。この二駅は広州地下鉄でも乗降客数が特に多い駅であり、ラッシュ時は非常に混雑する。その南側にある珠江を渡り、東側に広州塔を掠める。その後は新光快速に沿って南下し、番禺区に入ると方向を南東に変えて、広州最大の遊園地である長隆歓楽世界の最寄り駅となる漢渓長隆駅を通り、終点の海傍駅に到着する。
支線は天河バスターミナル駅を起点とし、華南農業大学と華南理工大学に向かって南東に向かう。五山駅から先は南西に向きを変えて五山路の地下を通り、広深線及び公園快速路を交差する。崗頂駅からは天河路を西に進み、天河スポーツセンターの南側で円弧型の線形で南に向きを変えて、終点の体育西路駅に到着する。
3号線は現在3か所の車両基地を有しており、第一期区間では廈滘駅東側に厦滘車両基地を、北延伸区間では嘉禾望崗駅北東側に2号線と共用の嘉禾車両基地（3号線は北半部を専用）を、東延伸区間では石碁南駅北西側に広州新城車両基地をそれぞれ設置しています。
3号線の車両基地は嘉禾望崗駅の北東側との東側に設けられており、嘉禾望崗駅の車両基地は2号線と共用している。
1号線や2号線と比較して、車体規格やトンネル断面積が小さい。営業最高速度は120km/h（車両最高速度は135km/h）で、2021年の18号線開業までは地下路線としては中国本土最速であった。

### 路線データ
- 路線距離 (営業キロ)：74.89
- 軌間：1435mm (標準軌)
- 駅数：34
- 複線区間：全線

3号線の路線図。

- 電化区間：全線（直流1500V 架線集電方式）
- 地上区間：なし
- 走行方向：右側通行

## 沿革

### 計画
- 1997年 - 『広州市城市快速軌道交通線網規劃研究（最終報告）』が発表。

当時の計画では、地下鉄5号線は環状線として計画されていたが、そのうちの体育西路 - 客村間が現在における3号線の一部に当たる。
- 2000年 - 2000年計画案が発表。

当時、それまで広州市の南隣に位置していた番禺市が広州市番禺区として編入され、天河区西部の開発が始まった。このため当路線は広州東駅から番禺広場までの新線に独立して計画されることになった。同時に体育西路 - 天河バスターミナル間の支線、新白雲国際空港と広州東駅を結ぶ空港快速線の計画が浮上した。
- 2003年 - 2003年計画案が発表。

当案では、空港快速線は3号線に統合され、白雲山の東側を通るルートに改められた。南側の終点は番禺広場の東にある広州ニュータウンを経て、南沙までに延長された。

### 建設
- 2001年12月26日 - 大塘駅が試験区間として着工。
- 2003年1月26日 - 大塘駅試験区間が竣工。

この駅が初めて竣工された駅となった。大塘駅は3台のトンネルボーリングマシンの起点となり、工程を制御する役割を果たした。
- 2003年5月18日 - 体育西路駅が着工。

該当駅は本線と支線が分岐する駅であり、既存路線である1号線の80cm下にホームが設けられた。
- 2018年11月19日 - 東延伸線が着工。[1]
- 2020年10月 - 東延伸線の掘進が開始。[2]
- 2021年12月17日 - 番禺広場 - 番禺バスターミナル間トンネルが貫通。[3]。
- 2022年6月 - 番禺広場 - 広州新城西間が貫通。[4]
- 2022年7月 - レール敷設が開始。[5]
- 2022年9月 - 広州新城西駅構造工事が完了。[6]
- 2022年10月 - 東延伸線区間トンネルが全て貫通。[7]

### 運営

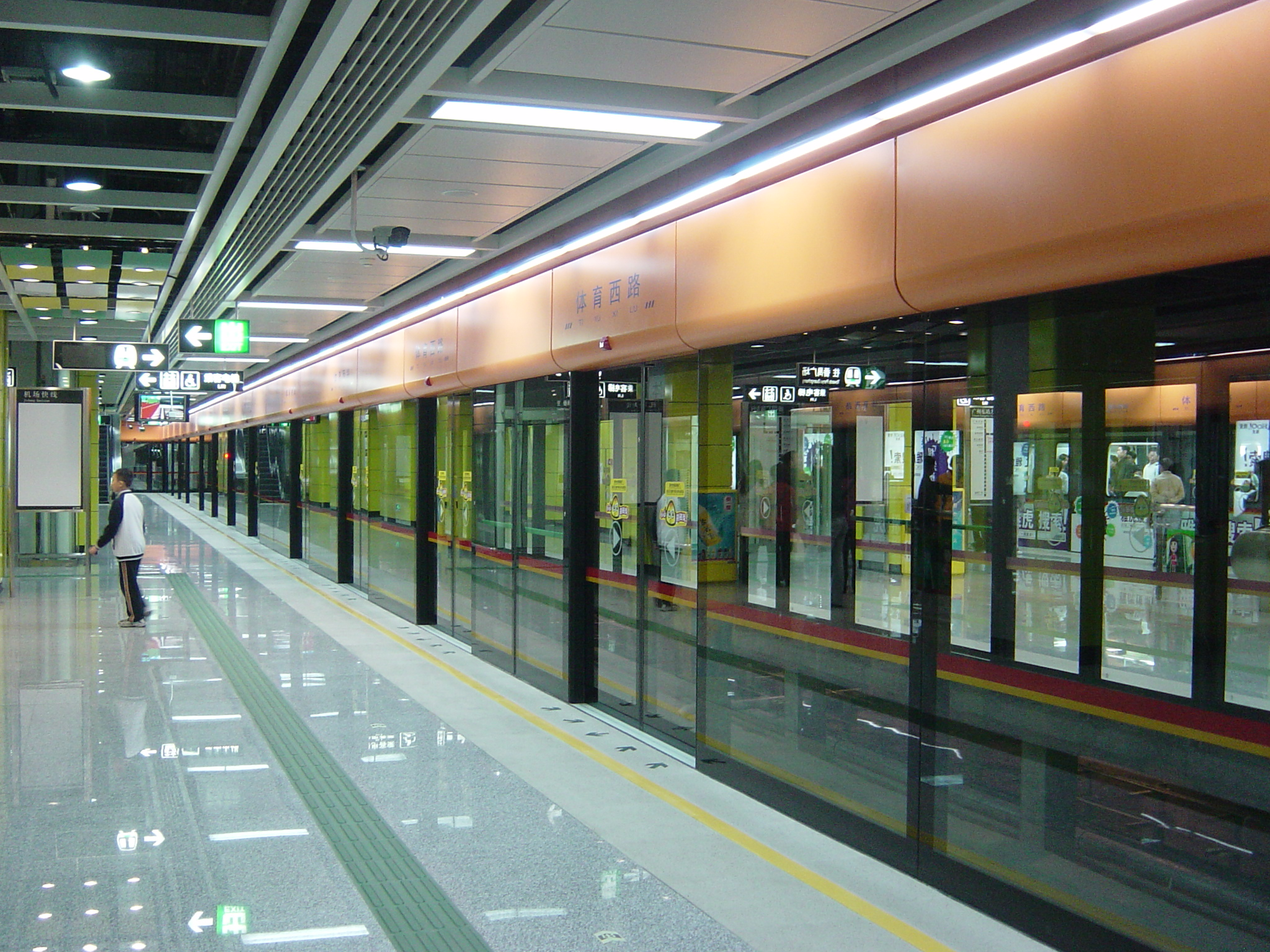
2007年、体育西路駅的5番線ホーム。

- 2005年12月26日午後2時 - 広州東駅 - 客村間開業。

開業当初は3両編成が使用されていた。
- 2006年11月20日 - 広州東駅 - 客村間40日間全線運休し、延伸開業前の最終調整を実施。
- 2006年12月30日 - 本線客村 - 番禺広場間延伸開業、全線運転再開。支線体育西路 - 天河バスターミナル開業。これで一期区間は開業済み。

運行系統は天河バスターミナル駅 - 番禺広場間、広州東駅 - 体育西路間に改められ、体育西路駅で系統が分断される。廈滘車両基地も正式に共用された。
一期区間の開通後も3両編成が使用され、計画では列車間隔を3分まで短縮し、運転本数を増やすことで輸送力を賄う「小編組、高密度」を宣伝した。この設計思想はその後の4号線、5号線、6号線そして広仏線等の建設に影響した。
- 2007年5月14日 - 北延伸線（もともとの空港快速線）は17.03kmの高架区間を全て地下区間に変更。

これにより広州市政府は10億元の追加投資をし、9ヶ月の工期延長となった。また投資額を抑えるため、もともとあった快速運転の設計は取り消され、空港快速線としてのサービスは実現できなくなった。
- 2008年6月24日 - 広州市建設委員会の要求により、永泰駅（現在の白雲大道北駅）と同和駅の間に永泰東駅（現在の永泰駅）を設けることになった。
- 2010年1月28日 - 北延伸線の開業により必要な6両編成の車両を購入。[8][9]

3月21日早朝、広州のマスコミ記者は3号線の廈滘車両基地で、既存の3両編成を連結して6両編成する工程を取材。
- 2010年4月20日 - から3号線の広州東駅 - 体育西路間で、先行して6両編成に置き換えた。
- 2010年4月28日 - 天河バスターミナル - 番禺広場間でも6両編成に置き換えられ、3号線全線で全列車が3両編成から6両編成に増結。
- 2010年10月30日 - 朝、白雲国際空港で3号線の全線開業式典が盛大に挙行。

午後2時、機場南 - 広州東駅間が開業し、広州東駅 - 体育西路間の系統が機場南駅まで延伸。
- 2017年12月28日正午 - 9号線の開通に合わせて、同路線との乗換駅である高増駅が開業。
- 2018年4月26日朝 - 広州白雲国際空港の第2ターミナルが共用を開始。同日に機場北駅の営業を開始し、機場南駅に代わって北側の終着駅となった。
- 2019年1月15日から1月17日 - 該当期間の日中にかけて、機場北 - 体育西路間の系統を試験的に番禺広場まで延長運転。

これにより、乗換駅である体育西路駅の混雑緩和が確認できた。
- 2019年1月21日 - ダイヤ改正により、平日ラッシュ時を除く時間帯で機場北 - 番禺広場間の直通運転を開始。
- 2024年11月1日 - 東延伸線（番禺広場～海傍）が開業。

## 駅一覧
●色：各駅停車の通常運転系統、●色：通勤ラッシュ特定区間。
●：両方面行き、▲：片方面行き、△：片方面行きの終着駅（降車のみ）、｜：経由せず。
駅名欄の背景色が■で、駅名が斜体字で表示されている駅は未開業の駅であることを表す。駅名は仮称で、駅番号は仮番号である。
区間番号は「運行形態」と合わせて説明するためのもので、業務中に使用されているものではない。
| 通勤ラッシュ特定区間 | 通勤ラッシュ特定区間 | 通勤ラッシュ特定区間 | 通勤ラッシュ特定区間 | 通勤ラッシュ特定区間 | 通勤ラッシュ特定区間 | 通勤ラッシュ特定区間 | 通勤ラッシュ特定区間 | 通勤ラッシュ特定区間 | 通勤ラッシュ特定区間 | 通勤ラッシュ特定区間 | 通勤ラッシュ特定区間 | 通勤ラッシュ特定区間 | 通勤ラッシュ特定区間 | 通常各駅停車 | 通常各駅停車 | 通常各駅停車 | 駅番号 | 駅名                 | 駅名           | 駅名                           | 営業 キロ | 営業 キロ | 駅間 キロ | 駅間 キロ | 接続路線・備考                                                                             | 所在地       | 所在地      |
| (14-13)              | (14-13)              | (12-11)              | (12-11)              | (10)                 | (9-7)                | (9-7)                | (9-7)                | (6-3)                | (6-3)                | (6-3)                | (6-3)                | (2)                  | (1)                  | 北線         | 支線         | 本線         | 駅番号 | 日本語               | 簡体字中国語   | 英語                           | 営業 キロ | 営業 キロ | 駅間 キロ | 駅間 キロ | 接続路線・備考                                                                             | 所在地       | 所在地      |
| -------------------- | -------------------- | -------------------- | -------------------- | -------------------- | -------------------- | -------------------- | -------------------- | -------------------- | -------------------- | -------------------- | -------------------- | -------------------- | -------------------- | ------------ | ------------ | ------------ | ------ | -------------------- | -------------- | ------------------------------ | --------- | --------- | --- | --------- | ------------------------------------------------------------------------------------------ | ------------ | ----------- |
|                      |                      | △                    | △                    |                      |                      |                      |                      |                      |                      |                      |                      |                      | ●                    | ●            |              | ●            | 330    | 機場北駅             | 机场北站       | Airport North                  | 68.2      |           | 1.2 |           | ✈広州白雲国際空港 ターミナル2 ■ 22号線（芳白都市間鉄道）（未開業） 広仏環状線 白雲機場北駅 | 広東省広州市 | 花都区      |
|                      |                      | ▲                    | ▲                    |                      |                      |                      |                      |                      |                      |                      |                      |                      | ●                    | ●            |              | ●            | 329    | 機場南駅             | 机场南站       | Airport South                  | 67        | 3.5       | ✈広州白雲国際空港 ターミナル1 ■ 22号線（芳白都市間鉄道）（未開業） 広仏環状線 白雲機場南駅（未開業） 穂深都市間鉄道 白雲機場南駅（未開業） |           |                                                                                            | 広東省広州市 | 花都区      |
|                      |                      | ▲                    | ▲                    |                      |                      |                      |                      |                      |                      |                      |                      |                      | ●                    | ●            |              | ●            | 328    | 高増駅               | 高增站         | Gaozeng                        | 63.5      | 2.4       | ■ 9号線 911 | 白雲区    |                                                                                            | 広東省広州市 |             |
|                      |                      | ▲                    | ▲                    |                      |                      |                      |                      |                      |                      |                      |                      |                      | ●                    | ●            |              | ●            | 327    | 人和駅               | 人和站         | Renhe                          | 61.7      | 5.4       | ■ 22号線（芳白都市間鉄道）（未開業） | 白雲区    |                                                                                            | 広東省広州市 |             |
|                      |                      | ▲                    | ▲                    |                      |                      |                      |                      |                      |                      |                      | ▼                    |                      | ●                    | ●            |              | ●            | 326    | 竜帰駅               | 龙归站         | Longgui                        | 55.7      | 6.3       | | 白雲区    |                                                                                            | 広東省広州市 |             |
| △                    | △                    | ▲                    | ▲                    |                      |                      |                      |                      |                      |                      | ▼                    | ▼                    |                      | ●                    | ●            |              | ●            | 325    | 嘉禾望崗駅           | 嘉禾望岗站     | Jiahewanggang                  | 49.4      | 2.1       | ■ 2号線 224 ■ 14号線 1401 | 白雲区    |                                                                                            | 広東省広州市 |             |
| ▲                    | ▲                    | ▲                    | ▲                    |                      |                      |                      |                      |                      |                      | ▼                    | ▼                    |                      | ●                    | ●            |              | ●            | 324    | 白雲大道北駅         | 白云大道北站   | Baiyundadaobei                 | 47.3      | 0.9       | | 白雲区    |                                                                                            | 広東省広州市 |             |
| ▲                    | ▲                    | ▲                    | ▲                    |                      |                      |                      |                      |                      |                      | ▼                    | ▼                    |                      | ●                    | ●            |              | ●            | 323    | 永泰駅               | 永泰站         | Yongtai                        | 46.4      | 3.4       | | 白雲区    |                                                                                            | 広東省広州市 |             |
| ▲                    | ▲                    | ▲                    | ▲                    |                      |                      |                      |                      |                      | ▼                    | ▼                    | ▼                    | ●                    | ●                    | ●            |              | ●            | 322    | 同和駅               | 同和站         | Tonghe                         | 43.0      | 1.4       | | 白雲区    |                                                                                            | 広東省広州市 |             |
| ▲                    | ▲                    | ▲                    | ▲                    |                      |                      |                      |                      |                      | ▼                    | ▼                    | ▼                    | ●                    | ●                    | ●            |              | ●            | 321    | 京渓南方医院駅       | 京溪南方医院站 | Jingxi Nanfang Hospital        | 41.6      | 1.3       | | 白雲区    |                                                                                            | 広東省広州市 |             |
| ▲                    | ▲                    | ▲                    | ▲                    |                      |                      |                      |                      |                      | ▼                    | ▼                    | ▼                    | ●                    | ●                    | ●            |              | ●            | 320    | 梅花園駅             | 梅花园站       | Meihuayuan                     | 40.3      | 1.9       | | 白雲区    |                                                                                            | 広東省広州市 |             |
| ▲                    | ▲                    | ▲                    | ▲                    |                      |                      |                      |                      |                      | ▼                    | ▼                    | ▼                    | ●                    | ●                    | ●            |              | ●            | 319    | 燕塘駅               | 燕塘站         | Yantang                        | 38.4      | 1.0       | ■ 6号線 620 | 天河区    |                                                                                            | 広東省広州市 |             |
| ▲                    | ▲                    | ▲                    | ▲                    |                      |                      |                      |                      |                      | ▼                    | ▼                    | ▼                    | ●                    | ●                    | ●            |              | ●            | 318    | 広州東駅             | 广州东站       | Guangzhou East Railway Station | 37.4      | 1.1       | ■ 1号線 116 ■ 11号線（当分の間は当駅を通過） ■ 18号線（広花都市間鉄道）（未開業） 中国国鉄 広州東駅 穂深都市間鉄道 広州東駅                | 天河区    |                                                                                            | 広東省広州市 |             |
| ▲                    | ▲                    |                      | ▲                    |                      |                      |                      |                      |                      | ▼                    | ▼                    | ▼                    | ●                    | ●                    | ●            |              | ●            | 317    | 林和西駅             | 林和西站       | Linhexi                        | 36.3      | 1.2       | ■ APM線 APM09 | 天河区    |                                                                                            | 広東省広州市 |             |
| ｜                   | ｜                   |                      |                      |                      | △                    | △                    | △                    | ▼                    | ｜                   | ｜                   | ｜                   | ｜                   | ｜                   | ｜           | ●            | ｜           | 316    | 天河バスターミナル駅 | 天河客运站     | Tianhe Coach Terminal          | ｜        | 42.4      | ｜ | 天河区    | 2.4                                                                                        | 広東省広州市 | ■ 6号線 621 |
| ｜                   | ｜                   |                      |                      |                      | ▲                    | ▲                    | ▲                    | ▼                    | ｜                   | ｜                   | ｜                   | ｜                   | ｜                   | ｜           | ●            | ｜           | 315    | 五山駅               | 五山站         | Wushan                         | ｜        | 40.0      | ｜ | 天河区    | 1.6                                                                                        | 広東省広州市 |             |
| ｜                   | ｜                   |                      |                      |                      | ▲                    | ▲                    | ▲                    | ▼                    | ｜                   | ｜                   | ｜                   | ｜                   | ｜                   | ｜           | ●            | ｜           | 314    | 華師駅               | 华师站         | South China Normal University  | ｜        | 38.4      | ｜ | 天河区    | 0.9                                                                                        | 広東省広州市 | ■ 11号線    |
| ｜                   | ｜                   |                      |                      |                      | ▲                    | ▲                    | ▲                    | ▼                    | ｜                   | ｜                   | ｜                   | ｜                   | ｜                   | ｜           | ●            | ｜           | 313    | 崗頂駅               | 岗顶站         | Ganding                        | ｜        | 37.5      | ｜ | 天河区    | 0.8                                                                                        | 広東省広州市 |             |
| ｜                   | ｜                   |                      |                      |                      | ▲                    | ▲                    | ▲                    | ▼                    | ｜                   | ｜                   | ｜                   | ｜                   | ｜                   | ｜           | ●            | ｜           | 312    | 石牌橋駅             | 石牌桥站       | Shipanqiao                     | ｜        | 36.7      | ｜ | 天河区    | 1.6                                                                                        | 広東省広州市 |             |
| ▲                    | ▲                    |                      |                      | ▼                    | ▲                    | ▲                    | ▲                    | ▼                    | ▼                    | ▼                    | ▼                    | ●                    | ●                    | ●            | ●            | ●            | 311    | 体育西路駅           | 体育西路站     | Tiyu Xilu                      | 35.1      | 35.1      | 1.3 | 1.3       | ■ 1号線 114 ■ 10号線 天河路駅（未開業） ■ 13号線 花城広場北駅（未開業）                    | 広東省広州市 |             |
|                      | ▲                    |                      |                      | ▼                    | ▲                    | ▲                    | ▲                    | ▼                    | ▼                    | ▼                    | ▼                    |                      | ●                    |              | ●            | ●            | 310    | 珠江新城駅           | 珠江新城站     | Zhujiang New Town              | 33.8      | 33.8      | 1.5 | 1.5       | ■ 5号線 513                                                                                | 広東省広州市 |             |
|                      | ▲                    |                      |                      | ▼                    | ▲                    | ▲                    | ▲                    | ▼                    | ▼                    | ▼                    | ▼                    |                      | ●                    |              | ●            | ●            | 309    | 広州塔駅             | 广州塔站       | Canton Tower                   | 32.3      | 32.3      | 1.2 | 1.2       | ■ APM線 APM01 ■ 海珠有軌1号線 THZ101 ■ 12号線 嶺南広場駅（未開業）                         | 広東省広州市 | 海珠区      |
|                      | ▲                    |                      |                      | ▼                    | ▲                    | ▲                    | ▲                    | ▼                    | ▼                    | ▼                    | ▼                    |                      | ●                    |              | ●            | ●            | 308    | 客村駅               | 客村站         | Kecun                          | 31.1      | 31.1      | 2.1 | 2.1       | ■ 8号線 823                                                                                | 広東省広州市 | 海珠区      |
|                      | ▲                    |                      |                      | ▼                    |                      | ▲                    | ▲                    | ▼                    | ▼                    | ▼                    | ▼                    |                      | ●                    |              | ●            | ●            | 307    | 大塘駅               | 大塘站         | Datang                         | 29.0      | 29.0      | 2.6 | 2.6       | ■ 11号線                                                                                   | 広東省広州市 | 海珠区      |
|                      | ▲                    |                      |                      | ▼                    |                      | ▲                    | ▲                    | ▼                    | ▼                    | ▼                    | ▼                    |                      | ●                    |              | ●            | ●            | 306    | 瀝滘駅               | 沥滘站         | Lijiao                         | 26.4      | 26.4      | 1.8 | 1.8       | ■ 広仏線 GF25                                                                              | 広東省広州市 | 海珠区      |
|                      | ▲                    |                      |                      | ▼                    |                      | ▲                    | ▲                    | ▼                    | ▼                    | ▼                    | ▼                    |                      | ●                    |              | ●            | ●            | 305    | 廈滘駅               | 厦滘站         | Xiajiao                        | 24.6      | 24.6      | 2.2 | 2.2       |                                                                                            | 広東省広州市 | 番禺区      |
|                      | ▲                    |                      |                      | ▼                    |                      |                      | ▲                    | ▽                    | ▽                    | ▽                    | ▽                    |                      | ●                    |              | ●            | ●            | 304    | 大石駅               | 大石站         | Dashi                          | 22.4      | 22.4      | 3.1 | 3.1       | 広仏環状線 大石駅（未開業）                                                                | 広東省広州市 | 番禺区      |
|                      | ▲                    |                      |                      | ▼                    |                      |                      |                      |                      |                      |                      |                      |                      |                      |              | ●            | ●            | 303    | 漢渓長隆駅           | 汉溪长隆站     | Hanxi Changlong                | 19.3      | 19.3      | 6.2 | 6.2       | ■ 7号線 705 広恵都市間鉄道 広州長隆駅（未開業）                                            | 広東省広州市 | 番禺区      |
|                      | ▲                    |                      |                      | ▼                    |                      |                      |                      |                      |                      |                      |                      |                      |                      |              | ●            | ●            | 302    | 市橋駅               | 市桥站         | Shiqiao                        | 13.1      | 13.1      | 3.7 | 3.7       |                                                                                            | 広東省広州市 | 番禺区      |
|                      | ▲                    |                      |                      | ▽                    |                      |                      |                      |                      |                      |                      |                      |                      |                      |              | ●            | ●            | 301    | 番禺広場駅           | 番禺广场站     | Panyu Square                   | 9.4       | 9.4       | 2.4 | 2.4       | ■ 18号線 1803 ■ 22号線 2201                                                                | 広東省広州市 | 番禺区      |
|                      |                      |                      |                      |                      |                      |                      |                      |                      |                      |                      |                      |                      |                      |              | ●            | ●            | 301-1  | 傍江駅               | 傍江站         | Bangjiang                      | 7.0       | 7.0       | 3.1 | 3.1       |                                                                                            | 広東省広州市 | 番禺区      |
|                      |                      |                      |                      |                      |                      |                      |                      |                      |                      |                      |                      |                      |                      |              | ●            | ●            | 301-2  | 石碁南駅             | 石碁南站       | Shiqinan                       | 3.9       | 3.9       | 1.9 | 1.9       |                                                                                            | 広東省広州市 | 番禺区      |
|                      |                      |                      |                      |                      |                      |                      |                      |                      |                      |                      |                      |                      |                      |              | ●            | ●            | 301-3  | 海涌路駅             | 海涌路站       | Haichong Lu                    | 2.0       | 2.0       | 2.0 | 2.0       |                                                                                            | 広東省広州市 | 番禺区      |
|                      |                      |                      |                      |                      |                      |                      |                      |                      |                      |                      |                      |                      |                      |              | ●            | ●            | 301-4  | 海傍駅               | 海傍站         | Haibang                        | 0.0       | 0.0       | 0.0 | 0.0       | ■ 4号線 414                                                                                | 広東省広州市 | 番禺区      |

## 運行形態

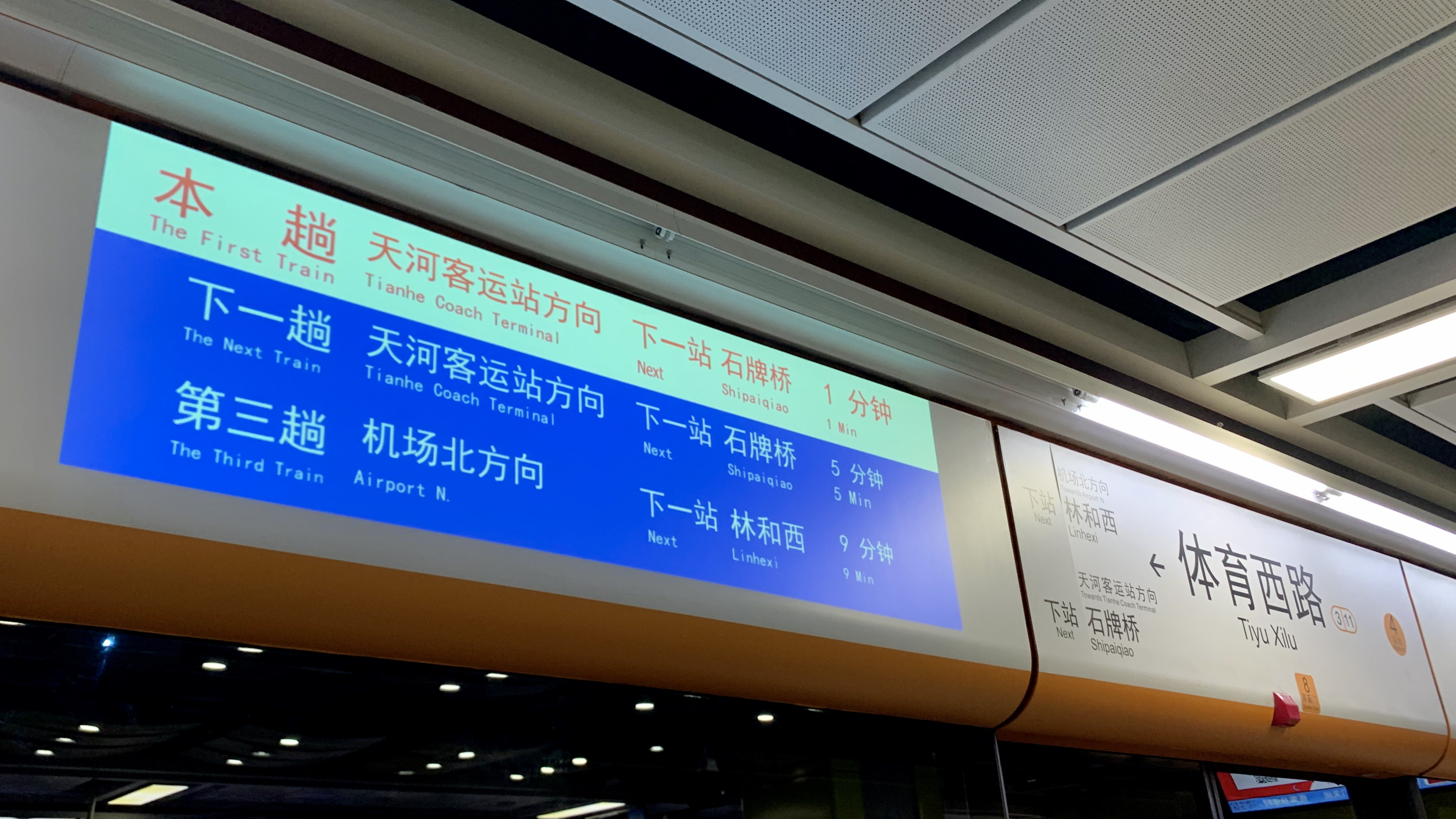
プロジェクターによる発車標（体育西路駅4番線にて）。
行先・系統・次の停車駅・発車時刻を表示する。

### 通常運転系統
3号線は機場北 - 体育西路 - 海傍間を本線、体育西路 - 天河バスターミナル間を支線とする。そのうち、本線の機場北 - 広州東駅間を北延伸線ともいう。
現在、各駅停車の通常運転系統は下記通り。
- 機場北 330 ⇋ 海傍 301-4（本線通し、体育西路経由）

終日運転。
- 天河バスターミナル 316 ⇋ 海傍 301-4（本線－支線直通、体育西路経由）

終日運転。
- 機場北 330 ⇋ 体育西路 311（北延伸線）

平日昼間非ラッシュ、夜ラッシュおよび休日・祝日運転。 
今後通常運転区間が変更される可能性がある。

### 通勤ラッシュ特定区間
通勤ラッシュによる混雑を解消するため、下記の通勤ラッシュ特定区間が運転される。
区間番号は駅一覧表と合わせて説明するためのもので、業務中に使用されているものではない。
- 同和 322 ⇋ 体育西路 311（2）

平日朝ラッシュに運転。同和駅待避線や嘉禾車両基地を出て、同和駅より運転開始し、体育西路まで折り返し各駅停車。2018年9月25日当初は同和 - 番禺広場間であったが、本線通し運転が恒常化以来、体育西路まで短縮。
- 機場北 330 ⇋ 大石 304（1）

平日朝ラッシュに運転。折り返し各駅停車。
- 竜帰 326 / 嘉禾望崗 325 / 同和 322 / 天河バスターミナル 316 → 大石 304（3-6）

平日朝ラッシュに運転。2018年9月25日当初は同和 → 大石間のみ。2018年9月25日に同和 - 番禺広場間折り返し運転開始後、朝8時前後の列車3本が竜帰（1本）/嘉禾望崗（2班） → 大石間に調整。天河バスターミナル → 大石間は平日約08:18に1本のみ。運転完了後、列車は通常運転かサービス終了する。
- 大石 304 / 廈滘 305 / 客村 308 → 天河バスターミナル 316（7-9）

毎日朝・夜ラッシュに運転。大石駅待避線、客村駅待避線や廈滘車両基地を出て運転開始。
- 体育西路 311 → 番禺広場 301（10）

毎日朝・夜ラッシュに運転。一部の列車は天河バスターミナル駅で折り返し後、途中各駅を通過し、体育西路より運転開始。
- 体育西路 311 / 海傍 301-4 → 嘉禾望崗 325（13-14）

機場北方面の終電、嘉禾望崗でサービス終了。その後、嘉禾基地に回送。
- 林和西 317 / 広州東駅 318 → 機場北 330（11-12）

平日夜ラッシュに運転。大石駅待避線や廈滘車両基地を出て、途中各駅を通過し、林和西もしくは広州東駅より運転開始し、機場北まで各駅停車。その後、嘉禾基地に回送。

## 利用状況

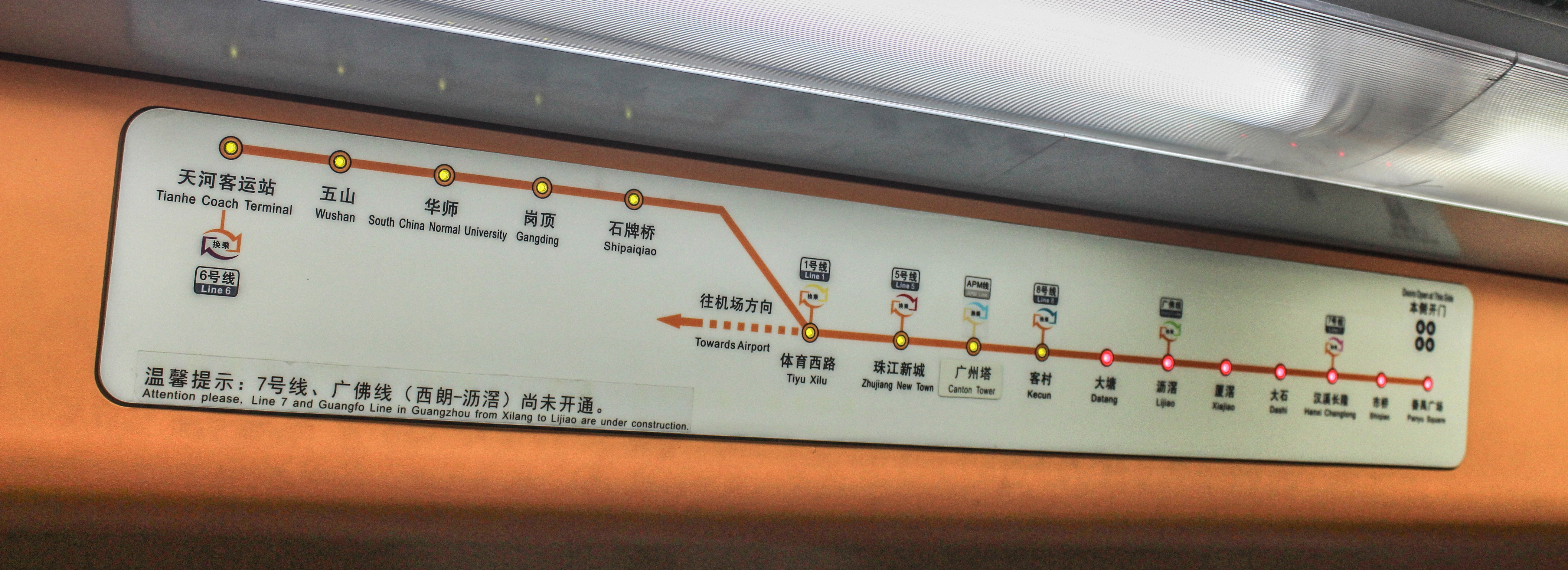
B1型車両内の旧式ロードマップ

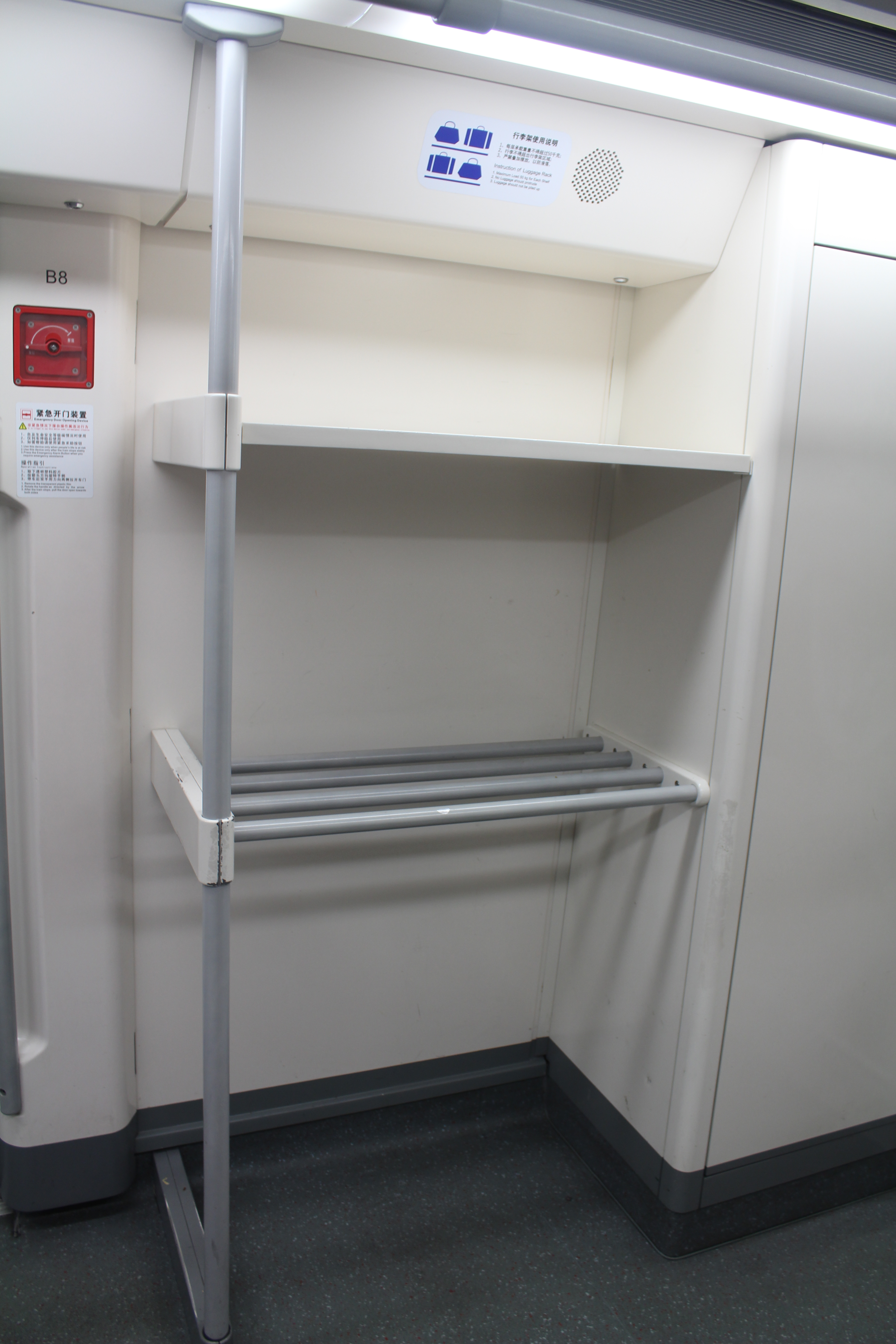
手荷物棚

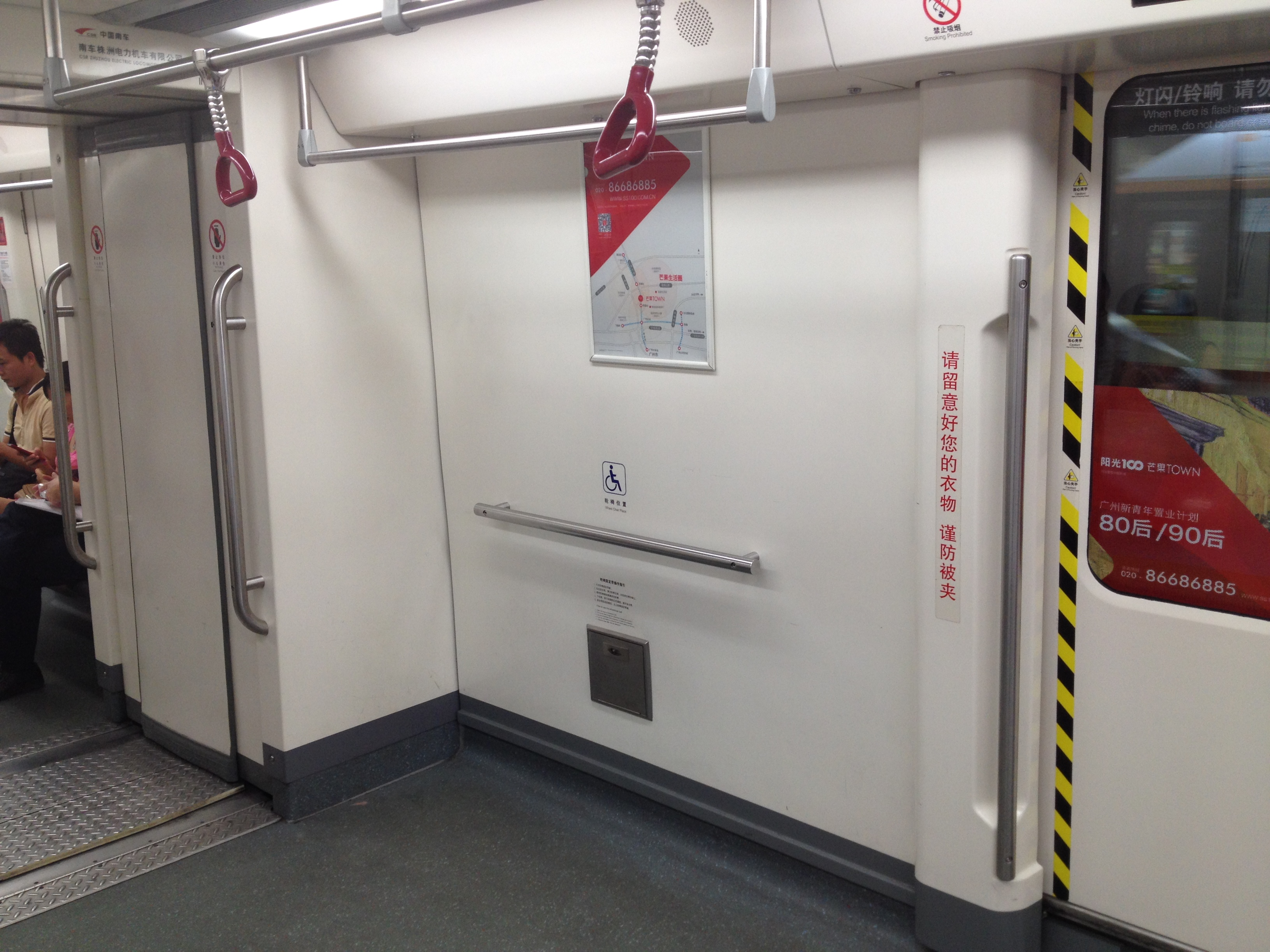
車内

3号線は広州の新中心軸から、南北、東方向に伸びている。新中心軸にある天河中央オフィス街（天河北、珠江新城）、海珠区、白雲区東部と番禺区の中心にある各ベッドタウンを直結しており、オフィス街に新中心軸の主要なランドマーク（花城広場、広州塔、海珠湖等）がある。また、支線は天河区の西部にある石牌崗頂オフィス街と石牌文教地区を結ぶ。同時に、3号線（北区間）は広州白雲国際空港への空港連絡鉄道として機能しており、また広州の国鉄ターミナル駅の一つである広州東駅にも接続している。南北の起終点にある白雲区、花都区と番禺区は、3号線沿線の各駅にバス路線が接続している。
そのため3号線の開通後は広州市で最も重要な南北交通の大動脈となり、多くの乗客が利用する。2006年に番禺広場まで延伸開業されて以降、ラッシュ時の列車は混雑している。3号線の1日平均輸送量が150万人を超過しており、そのうち番禺広場から天河バスターミナル駅までの本線でも100万人を超えている。また、3号線に近接している広州大道等の主要幹線道路がラッシュ時に深刻な交通渋滞が発生していることもあり、地下鉄に乗り換えた市民も少なくない。
3号線の輸送量は2号線と同じ程度であるが、3号線はB型車両を採用しており、1編成あたりの輸送力は2号線で採用しているA型車両の約72%に過ぎない。したがって、3号線は終日輸送量が高いままであり、広州地下鉄で最も混雑している路線の一つになっている。3号線は朝夕ラッシュ時に輸送力を増やすための数々の措置を講じているが、依然として需要に応えることはできていない。朝ラッシュ時の列車は非常に混雑しており、市中心部の体育西路駅に近づくに連れて列車が混雑する。ラッシュ時に入場規制を実施する駅数は広州地下鉄で最多であり、市内中心部である天河区の各駅で積み残しが常態化している。なお、3号線の乗客の流れは極めて不均衡で、輸送力の浪費が激しいといわれる。2011年、朝ラッシュ時に77%の流れが市内中心部に向かい、潮汐型にみえる。
- 2014年6月 - 3号線朝ラッシュ時客村 - 広州塔站間で最大満車率136%に達した。2018年3月市内中心部方面はすべて満車率が100%を超え、燕塘 - 広州東駅間で最大満車率は120%に達した。[18]
- 2019年12月31日夜 - 総計乗降者数は275.9万人で、広州地下鉄の過去最高を記録した。[19]
- 2020年 - 新型コロナウィルス感染症の影響受け、減少傾向であったが、2012年度から再度増加傾向である。1日1キロ平均乗降者数は2.28万人で、中国本土において第5位。[20]
- 2021年 - 本線－支線直通の1日平均乗降者数は105.67万人、北線は68.90万人で、合わせて広州地下鉄のトップを占めたという。[21]

## 使用車両
| 内部型番 | 製造所                   | 編成                         | 製造時間  | 列車数 |
| -------- | ------------------------ | ---------------------------- | --------- | ------ |
| B1       | シーメンス＝南車株洲機車 | 3B+3B（Mcp+T+Mcp=Mcp+T+Mcp） | 2005~2007 | 40列   |
| B2       | 中車株洲機車             | 6B（Mc+Tp+M+M+Tp+Mc）        | 2009~2011 | 25列   |
| B4       | 中車株洲機車             | 6B（Mc+Tp+M+M+Tp+Mc）        | 2011~2012 | 26列   |
| B10      | 中車株洲機車             | 6B（Mc+Tp+M+M+Tp+Mc）        | 2021~2023 | 10列   |
| B11      | 中車長春客車             | 6B（Mc+Tp+M+M+Tp+Mc）        | 2022~2023 | 18列   |

開業当初はシーメンス＝南車株洲機車製の3両編成の車両（B1型）を使用していた。これは中国本土で運転速度120㎞/hを超えた初の列車であり、製造数総計40列120両（3両編成）。しかし3両では混雑が激しく、2010年から3両編成を2本連結して6両で使用している。この場合、3両目と4両目の間は車内での通り抜けはできない。後に増備されたB2型の車両25列150両、B4型の車両26列156両およびB10型の車両10列60両は6両固定となっている。現在在籍列車71列。
2019年5月末、3号線東延伸線工事の一部分として、B10型の新列車10列を調達。該当調達案件は中車株洲機車が落札。B10型はB2型、B4型と外見の類似性を持ち、ドアの上にLCDスクリーンが設けられている。その第1列（03x143-144）は2021年11月に嘉禾車両基地に運送済みで、その後厦滘車両基地で調整される。
2019年5月初、広州地下鉄は3号線に使用する新型列車18列を再び調達。該当調達案件は中車長春客車が落札。

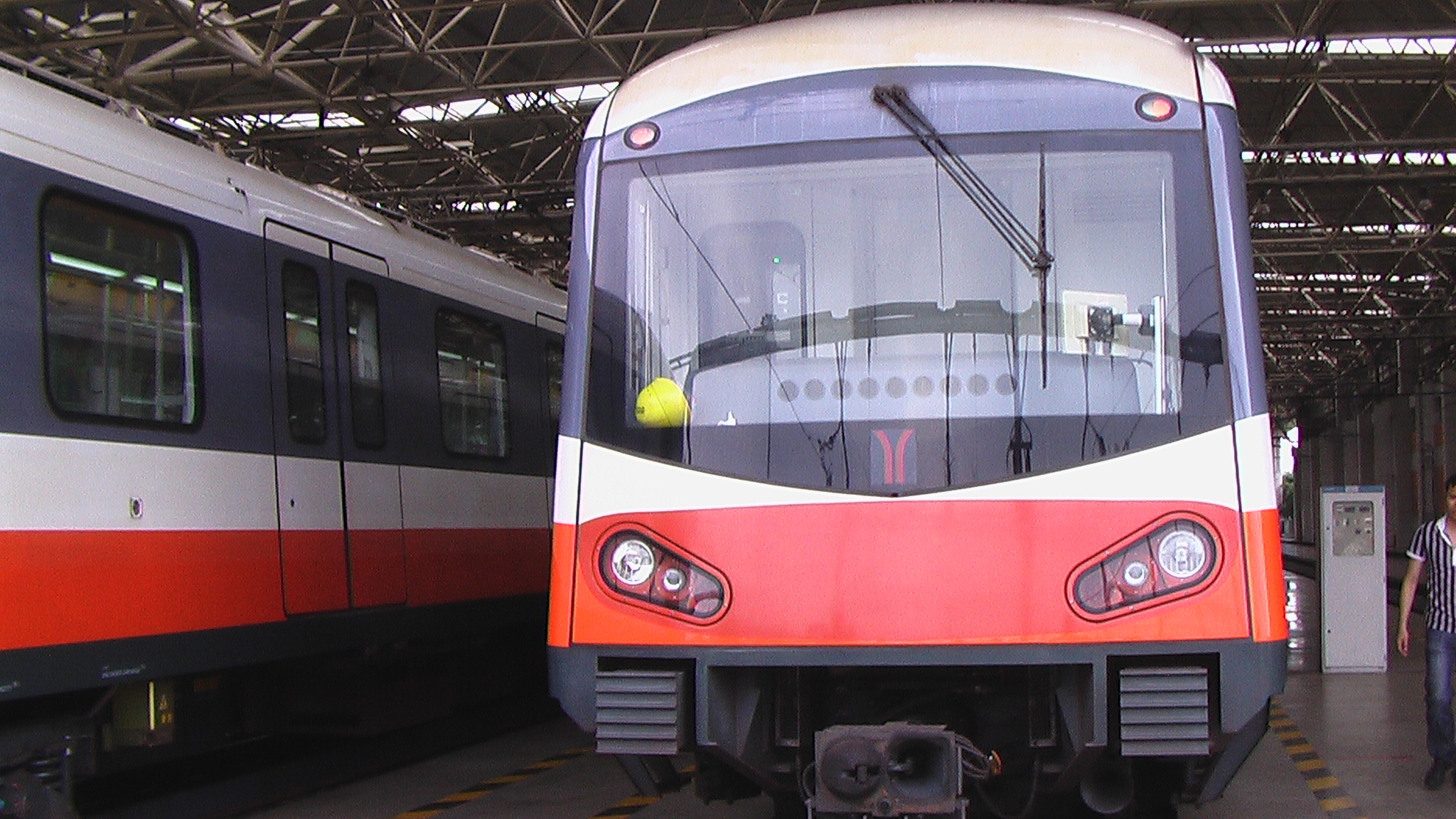
B1型
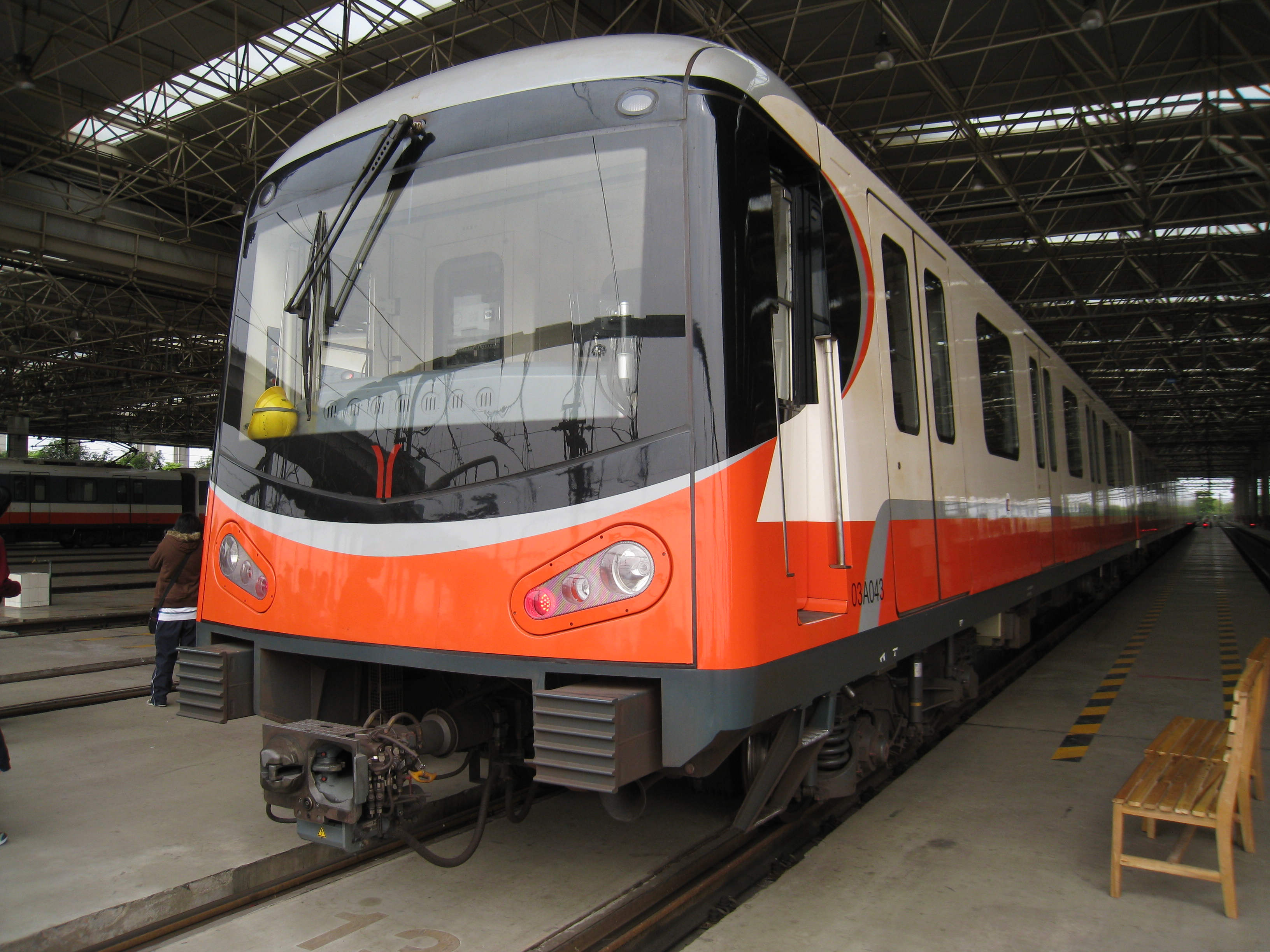
B2型
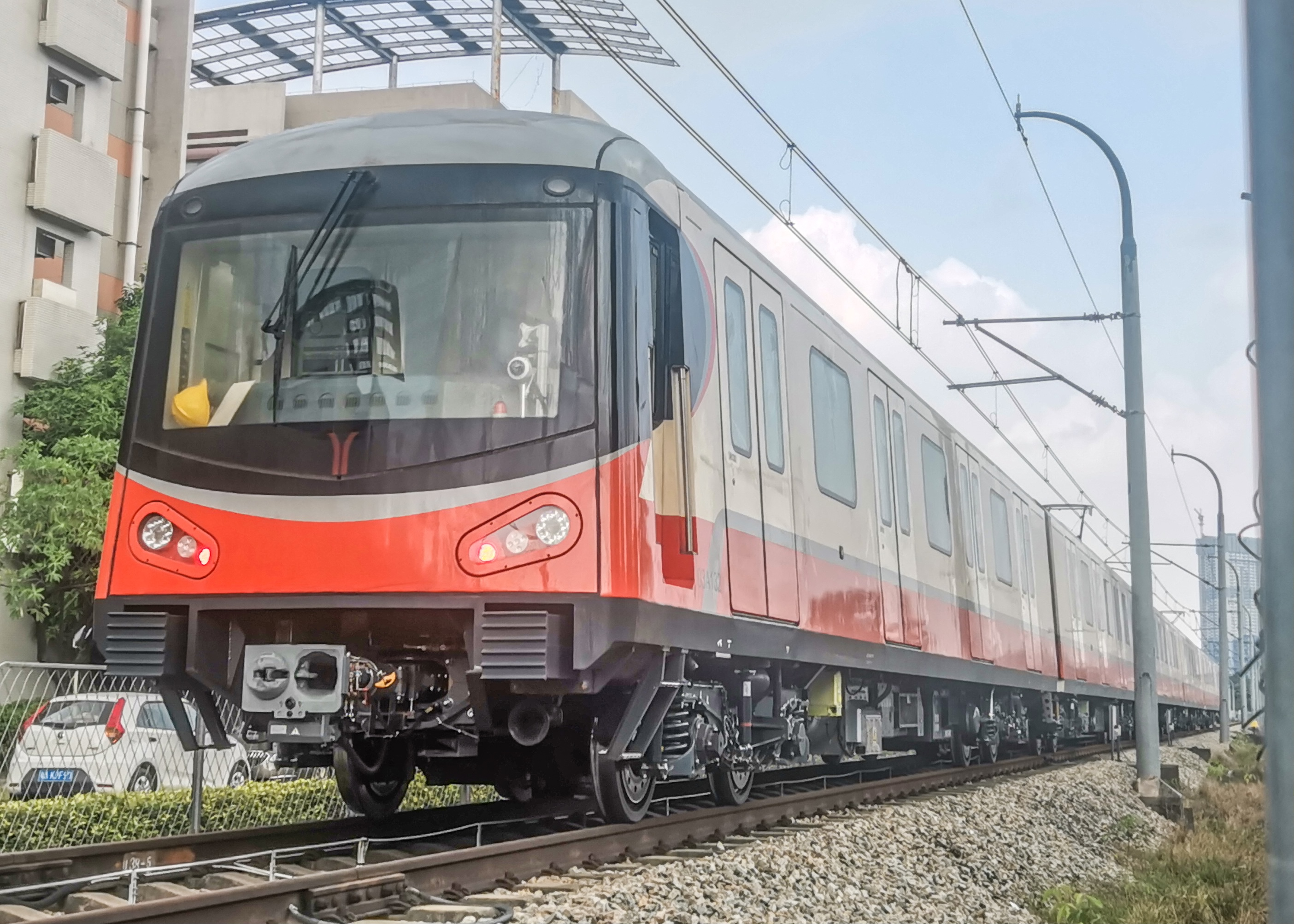
B4型
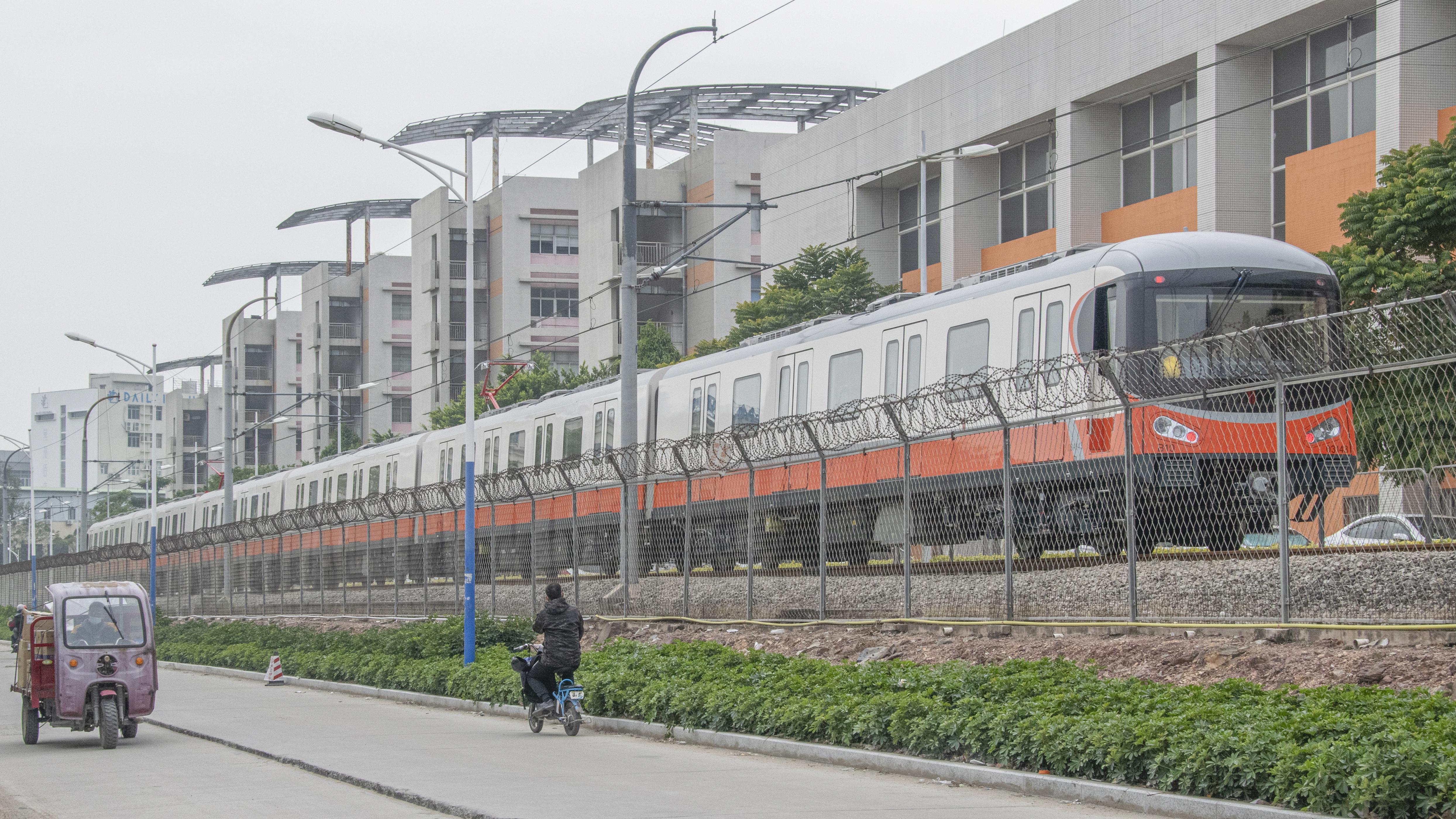
B10型
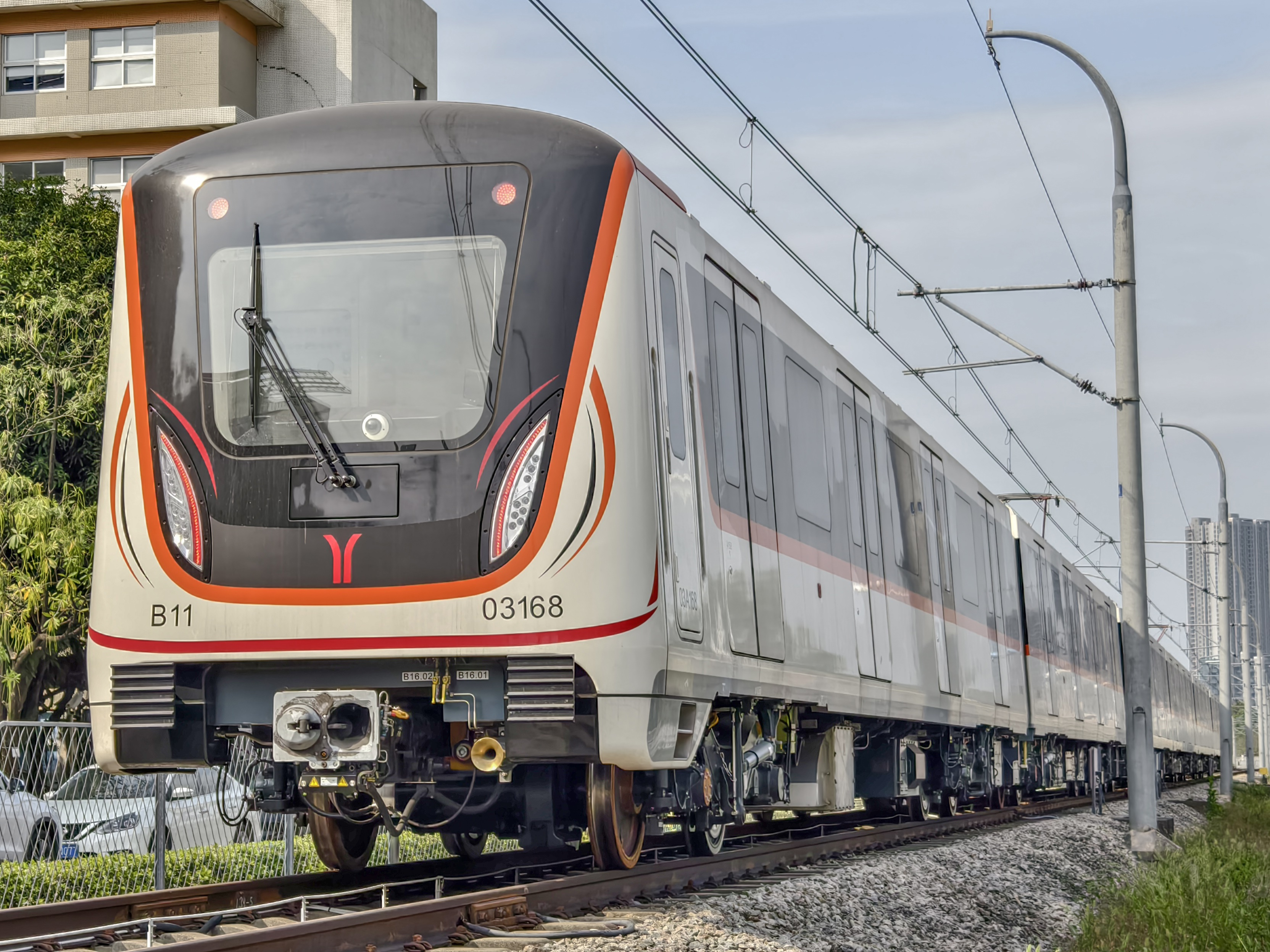
B11型

## 事故・不祥事
- 2006年8月2日 - 石牌橋駅工事現場で崩壊事故が発生し作業員1人死亡、2人負傷。[26]
- 2008年4月2日 - 赤崗塔駅（現在の広州塔駅）下り方面にホームドアが故障。3号線運転見合わせ。[27]
- 2009年3月20日 - 営業開始日に通信障害が発生。発車間隔が延長。[28]
- 2009年5月15日 - 北延伸線人和 - 竜帰間の線路工事現場で作業員3人が不明ガスを吸入し死亡。[29][30]
- 2010年5月7日 - 工事中の燕塘駅の浸水事故のため、路線設備稼働不能。林和西 - 広州東駅間5月8日まで運休。
- 2010年8月9日8時42分 - 大塘 - 天河バスターミナル間に通信障害、約14分間運転見合わせ。
- 2010年10月10日 - 嘉禾望崗駅から竜帰駅までの連絡通路において、コンクリートの圧縮強度が設計基準を満たしていないことが技術者により報告された。

安全検査会社が6か所を調べた結果、1か所のみ基準を満たしていたが、その他の箇所については、基準値を大きく下回っていたという。にもかかわらず、地下鉄会社は構造上の問題はなく、安全であり合格範囲として引き渡され、予定通り10月30日に当該区間を含む機場南 - 広州東駅間を開業することにした。
- 2012年10月12日9時21分 - 北延伸線嘉禾望崗 - 竜帰下り区間の線路が地面の採掘機に侵入され、列車は2列破損し運休。[33]
- 2013年10月2日9時08分 - 北延伸線白雲大道北駅付近で採掘機侵入事故が再度発生し[34]、列車は衝突回避に緊急停車[35]。白雲大道北 - 永泰間運休し、9时52分に再開。
- 2015年3月19日7時40分 - 北延伸線白雲大道北 - 永泰間に通信障害が発生し40分間運転見合わせ。[36]。
- 2015年4月25日17時56分 - 客村 - 天河バスターミナル間に通信障害が発生し、発射間隔が10-20分間まで延長。18时30分に回復。[37]
- 2022年5月11日18点24分 - 通信障害が発生し、一部の駅を通過。19点02分に通信障害を排除。[38]

## 今後の発展

### 東再延伸線
2007年東延伸線計画案では、海鷗島まで延伸する計画はあったが、海鷗島の自然環境への影響が懸念されている。2016年に「54か所江心島保護計画」が挙げられ、2017年2月15日、当局に東再延伸線の建設が確認された。
しかし、東再延伸線について現在詳しい計画はまだ出されていない。

### 支線の路線切り替え

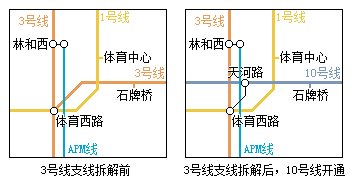
3号線支線の路線切り替え

広州市第三期（2015-2025）軌道交通計画案によると、今後3号線支線（石牌橋 - 天河バスターミナル間）は3号線から切り離され、新築の10号線に結び、10号線の一部になる。支線は天河路体育東路交差点の東側・BRT石牌橋バス停の西側で分断される。しかし3号線建設当初、支線を切り替える条件を一切残さなかったため、天河路駅を新築しなければならない見込みである。路線切り替え後、支線体育西路 - 石牌橋間のうち体育西路行きの線路は連絡線となり、反対の石牌橋行きの線路は廃棄される予定である。
該当工事は2017年3月下旬に国家発改委に批准され、2018年11月19日に着工。